# چوب‌خزک کوچک

چوب‌خزک کوچک (نام علمی: Xiphorhynchus fuscus) گونه‌ای از پرندگان در زیرتیرهٔ چوب‌خزکان (Dendrocolaptinae) از تیرهٔ تنورمرغان (Furnariidae) است که در آرژانتین، برزیل و پاراگوئه یافت می‌شود.